# Перший Всеукраїнський з'їзд народних депутатів та депутатів місцевих рад
Всеукраїнський з'їзд народних депутатів та депутатів місцевих рад (відомий також як Всеукраїнський з'їзд депутатів Верховної ради АР Крим, місцевих рад усіх рівнів) — з'їзд депутатів, що відбувся 28 листопада 2004 року на противагу Помаранчевій революції. Проходив у приміщенні льодового палацу міста Сєвєродонецьк Луганської області; його учасниками стали понад 3,5 тис. делегатів з 17 регіонів України.

## Передумови
Оголошення попередніх результатів другого туру президентських виборів 2004 року засвідчив перемогу провладного кандидата Віктора Януковича. Попередні підсумки виборів суттєво відрізнялися від даних екзит-полів, які пророкували перемогу опозиціонеру Вікторові Ющенку.
22 листопада 2004 року, у Києві на Майдані Незалежності розпочалася акція громадянської непокори, у ході якої звучали заяви про фальсифікації виборів. Деякі області на заході України, мешканці яких здебільшого підтримали Віктора Ющенка, оголосили його єдиним легітимним Президентом, відмовившись визнавати результати виборів.
У відповідь на акцію протесту опозиції Луганська обласна рада 26 листопада заявила про непокору центральним органам влади, припинила відрахування до державного бюджету, створила власний виконавчий комітет та звернулася за підтримкою до президента Росії Володимира Путіна. 27 листопада таке ж рішення ухвалила Харківська облрада.

## Учасники
Учасниками з'їзду стали 3576 делегатів, що представляли 17 регіонів України. Своїх представників відрядили місцеві органи влади Донецької, Дніпропетровської, Житомирської, Закарпатської, Запорізької, Кіровоградської, Луганської, Миколаївської, Одеської, Полтавської, Сумської, Харківської, Херсонської, Черкаської та Чернігівської областей, Автономної Республіки Крим та міста Севастополь.
Серед делегатів з'їзду були присутні представники державної влади та органів місцевого самоврядування України: прем'єр-міністр Віктор Янукович, голова Донецької облради Борис Колесніков, голова Луганської облради Віктор Тихонов, голова Харківської облдержадміністрації Євген Кушнарьов, голова Одеської облдержадміністрації Сергій Гриневецький та інші.
Делегати заявили, що представляють інтереси 35 млн населення України.
Окрім українських делегатів у роботі з'їзду брали участь мер Москви Юрій Лужков та радник посольства Росії.

## Підсумки з'їзду
В ході з'їзду було ухвалено резолюцію, що містила 4 основні пункти.
- Ухвалено рішення щодо визнання легітимним постанови ЦВК про результати виборів, відповідно до якої перемогу здобув Віктор Янукович[2]. Делегати постановили, що у випадку приходу до влади нелегітимного президента, Віктора Ющенка, вони залишають за собою право на захист громадян своїх регіонів у вигляді створення Південно-східної української автономної республіки.

- Було вирішено створити Міжрегіональну раду органів місцевого самоврядування українських регіонів, робочий орган якого було вирішено розмістити у Харкові.

- Було прийняте рішення про проведення 12 грудня 2004 року референдуму у Луганській та Донецькій областях стосовно надання цим регіонам статусу автономних республік у складі федеральної України.

- Під час з'їзду Луганська, Донецька та Харківська обласні ради заявили про підпорядкування собі міліції та представництв інших державних структур на території своїх областей, а також відмовилися перераховувати кошти до державного бюджету.

## Реакція
З'їзд у Сєвєродонецьку засудив Президент України Леонід Кучма, назвавши такі дії такими, що не відповідають ані українській конституції, ані українському законодавству.
Провокаційними назвав дії своїх опонентів й кандидат від опозиції Віктор Ющенко, зазначивши, що Україна має залишатися єдиною державою. Негативну оцінку подіям у Сєвєродонецьку дав голова Українського союзу промисловців та підприємців Анатолій Кінах.
Негативну оцінку подіям дала й Верховна Рада.
30 листопада Служба безпеки України порушила карну справу по статті 110 Кримінального кодексу України (посягання на територіальну цілісність і недоторканність України). Прес-служба відомства повідомила, що причиною порушення кримінальної справи став той факт, що «деякі представники влади та інші особи у своїх публічних виступах заявили про необхідність відокремлення від України південно-східних регіонів країни».
Того ж дня Генеральна прокуратура України порушила кримінальне провадження за фактом спроби захоплення державної влади. Карна справа порушена відповідно до частини першої статті 109 (дії, спрямовані на насильницьку зміну чи повалення конституційного ладу або на захоплення державної влади) та частини першої статті 110 (посягання на територіальну цілісність і недоторканність України) Кримінального кодексу.